# Cheilotrichia angustistigma
Cheilotrichia angustistigma är en tvåvingeart som först beskrevs av Alexander 1930.  Cheilotrichia angustistigma ingår i släktet Cheilotrichia och familjen småharkrankar.
Artens utbredningsområde är Taiwan. Inga underarter finns listade i Catalogue of Life.